# Pavelló Municipal d'Esports de la Vall d'Hebron
El Pavelló de la Vall d'Hebron, actualment anomenat Centre Esportiu Municipal Olímpics Vall d'Hebron, és una instal·lació multiesportiva situada al districte d'Horta-Guinardó de la ciutat de Barcelona. Des de 1997 és gestionat per l'empresa IGE BCN.

## Història
Va ser inaugurat el 1992 sota el disseny dels arquitectes Jordi Garcés i Enric Sòria per tal d'albergar, aquell mateix any, la fase preliminar del torneig masculí i femení de voleibol dels Jocs Olímpics d'Estiu de 1992 celebrats a Barcelona, comptant amb graderies provisionals per a uns 2.500 espectadors. Així mateix també va allotjar part de la competició de pilota basca.

## Instal·lacions
L'edificació es divideix en dos recintes autònoms: el Palau d'Esports i el Centre Municipal de Pilota. En conjunt és un edifici rectangular de 122 m per 75 m, amb una superfície total construïda de més de 18.000 m².

### Palau d'Esports

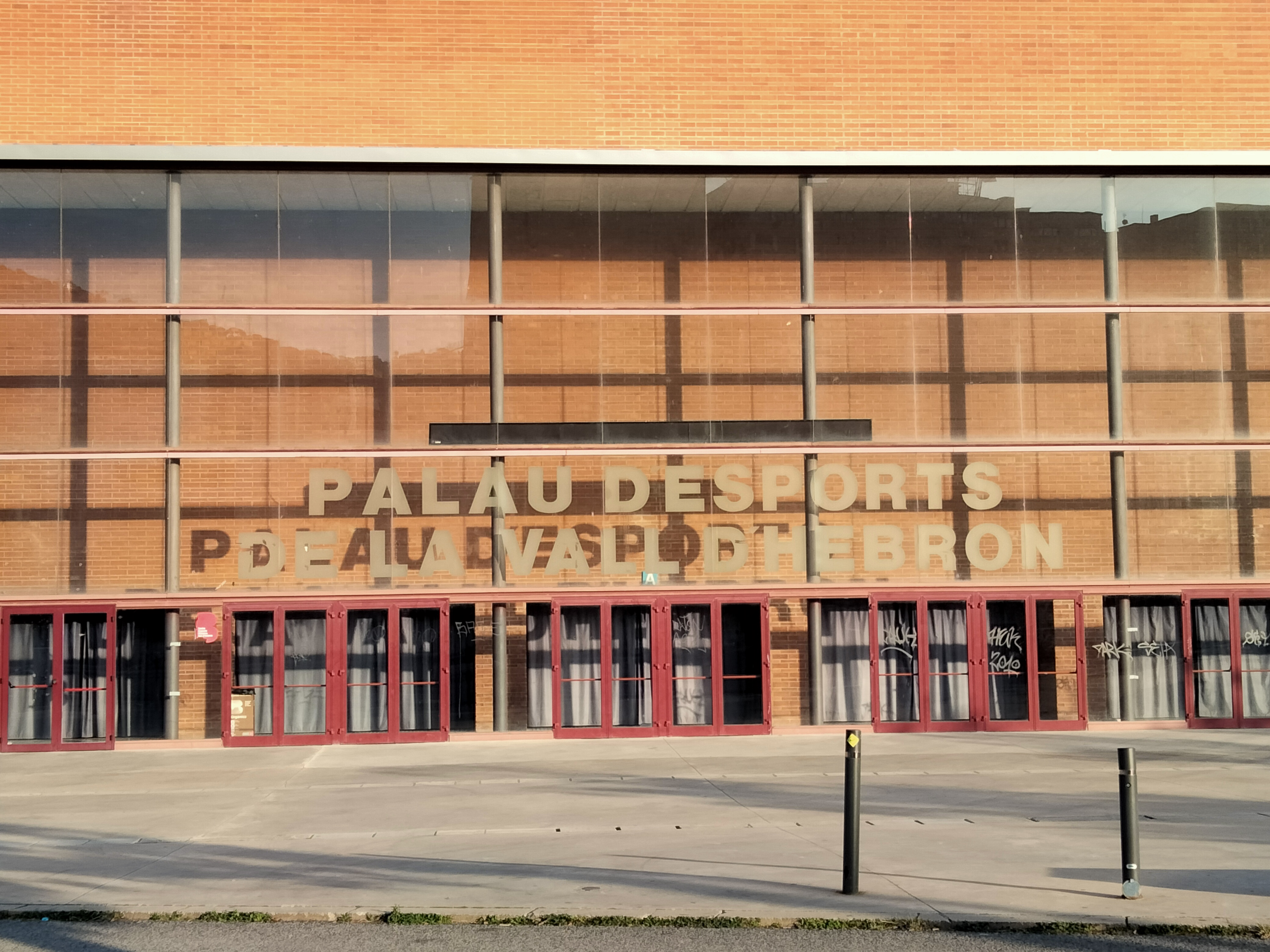
Palau d'Esports de la Vall d'Hebron

Compta amb un ampli saló amb pistes per a la pràctica de voleibol, bàsquet, handbol o futbol sala i en la qual s'han acollit diversos esdeveniments culturals i socials, així com nombrosos espectacles musicals. Té una capacitat de 1.670 espectadors asseguts.
En els seus magatzems s'han implementat addicionalment sales per a la pràctica de gimnàstica aeròbica, fitness, medicina esportiva i fisioteràpia.

### Centre Municipal de Pilota

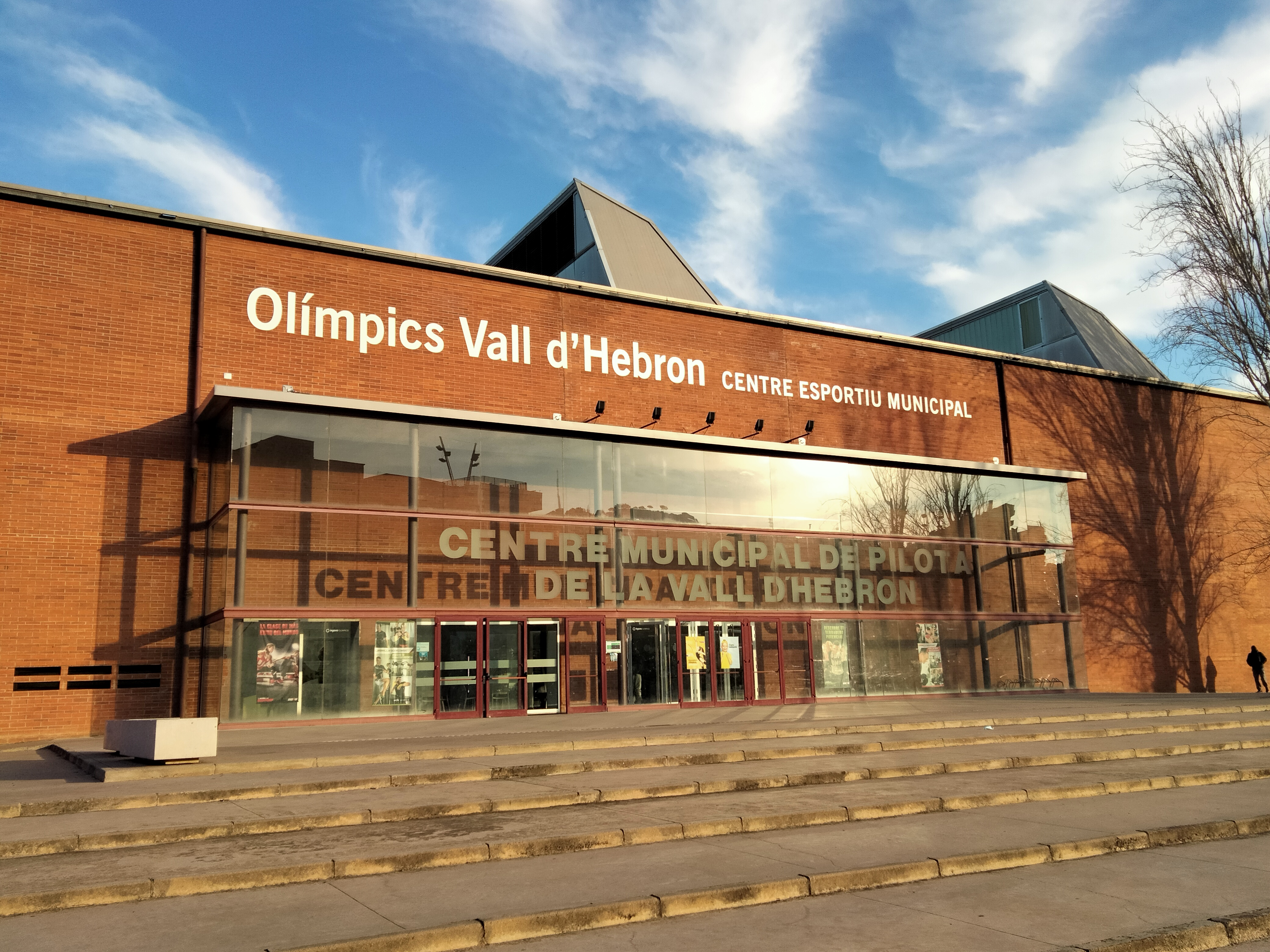
Centre Municipal de Pilota de la Vall d'Hebron

Està compost per tres frontons, el major de 54 m de llarg, el curt de 36 m i un trinquet de 30 m per a la pràctica de la pilota basca. Les graderies ofereixen seient a 1.200, 820 i 666 espectadors, respectivament.
Sota els frontons hi ha una piscina climatitzada per a la pràctica i l'aprenentatge de la natació.